# Болнес
Болнес (на шведски: Bollnäs) е град в лен Йевлебори, централна Швеция. Главен административен център на едноименната община Болнес. Разположен е около река Юснан. Намира се на около 200 km на север от столицата Стокхолм. Има жп гара. Населението на града е 12 842 жители по данни от преброяването през 2010 г.

## Побратимени градове
- Шептън Молит, Англия